# Superior (ølmærke)
 For alternative betydninger, se Superior. (Se også artikler, som begynder med Superior)
Superior er et mexicansk øl mærke fra bryggeriet Cervecería Cuauhtémoc Moctezuma som har været på markedet siden 1896. Dette er et af Mexicos ældste ølmærker som produceres i dag. Øl mærket er også meget kendt for sin specielle markedsføring, specielt med blondinen La Rubia Superior.
Superior betyder på spansk «overordnet», «foresat», eksempelvis i en munkeorden.